# Newmarket (Suffolk)
Newmarket és un poble i parròquia civil de Forest Heath, Suffolk, Anglaterra. Té una població de 20.946 habitants.